# Железнодорожный парк (Чернигов)
Железнодорожный парк или парк Железнодорожников (укр. Залізничний парк) — парк культуры и отдыха, расположенный на территории Новозаводского района Чернигова. Площадь — 2,44 га.

## История
Железнодорожный парк был заложен в 1944 году.
11 декабря 2014 года проходили общественные слушанию по созданию парка — фактическому возобновлению ранее созданного парка. Кроме того имелись намерения на месте заброшенной зелёной зоны создать музей Черниговской железной дороги, возобновить летний музей, фонтан и танцевальную площадку.
Исходя из общественных слушаний членов территориальной общины города Чернигова 11.12.2014, 12 марта 2015 года был создан парк культуры и отдыха «Железнодорожный» на территории зелёной зоны между улицами Жабинского и Привокзальной, согласно Решению Черниговского городского совета «Про создание Парка культуры и отдыха «Железнодорожный»» (Про створення Парку культури і відпочинку «Залізничний») 49 сессии 6 созыва.

## Описание
Расположен непосредственно севернее Вокзальной площади: между усадебной застройкой улицы Привокзальная и многоэтажный застройкой улицы Жабинского.
Абсолютные высоты колеблются в пределах 141-143 м над уровнем моря. 
Транспорт: троллейбус, автобус/марш. такси — ост. Ж/д вокзал.